# 토메르 헤메드
토메르 헤메드(히브리어: תומר חמד, 1987년 5월 2일 ~ )는 이스라엘의 축구 선수로 현재 호주 A리그의 웨스턴 시드니 원더러스에서 스트라이커로 활약 중이며 이스라엘 축구 국가대표팀의 일원으로도 활약하고 있다.

## 수상

### 클럽
마카비 하이파
- 리갓 하알: 2010–11